# Paltrockmühle und kleine Bockwindmühle Langerwisch
Die Paltrockmühle und die kleine Bockwindmühle Langerwisch sind zwei betriebsfähige und denkmalgeschützte Windmühlen in Langerwisch, einem Ortsteil der Gemeinde Michendorf im Landkreis Potsdam-Mittelmark in Brandenburg (Deutschland). Die Paltrockmühle wurde 1839 ursprünglich als Bockwindmühle in Oranienburg erbaut und 1879 nach Neu Langerwisch transloziert. 1930 wurde sie zur Paltrockmühle umgebaut.
Die kleine Bockwindmühle wurde 1938 als Lehrmühle im Maßstab 1:4 in Paretz gebaut, später nach Fahrland transloziert und schließlich 1968 nach Langerwisch geholt. Sie gilt mit einer Flügelspannweite von rund 4,5 Metern als kleinste betriebsfähige Windmühle Deutschlands. Die beiden Windmühlen sind unter der Nr.09190256 in der Denkmaldatenbank des Landes Brandenburg verzeichnet.

## Lage
Die zwei Windmühlen stehen nebeneinander auf einem flachen, ca. 48 m hohen Hügel unmittelbar südlich des 77 Meter hohen Galgenberges, einem Teil des Saarmunder Endmoränenbogens im ehemaligen Wohnplatz Windmühle. Der Wohnplatz gehörte zur früheren Gemeinde Neu Langerwisch, die erst 1938 mit Alt Langerwisch zur Gemeinde Langerwisch vereinigt wurde.

## Gab es eine ältere Windmühle in Neu Langerwisch?
Das Historische Ortslexikon listet für 1745 erstmals eine Windmühle in Neu Langerwisch. Dies ist insofern merkwürdig, da in den folgenden Einträgen von 1765 ff. keine Windmühle (mehr?) erwähnt wird. Auch in der Schmettaukarte von 1767/87, der Deckerkarte von 1816/19 und im Urmesstischblatt Nr. 3644 Potsdam von 1840 ist keine Windmühle am späteren Mühlenstandort bzw. auch nur in der Nähe von Neu Langerwisch verzeichnet. Entweder handelt es sich um einen Irrtum im Historischen Ortslexikon oder die Windmühle wurde kurz nach ihrer Ersterwähnung zerstört und nicht wieder aufgebaut. Auch die Ortsbeschreibung von 1861 erwähnt noch keine Windmühle. Sehr wahrscheinlich wurde erst 1879 am heutigen Standort eine erste Windmühle in der damals noch selbständigen Gemeinde Neu Langerwisch aufgebaut, die heutige Paltrockmühle.

## Die Paltrockmühle
Die Paltrockmühle Neu Langerwisch wurde ursprünglich 1839 in Oranienburg als Bockwindmühle errichtet. 1879 erwarb der Müllermeister Otto Melior das Bauwerk, ließ es zerlegen und die Einzelteile per Lastkahn und Pferdefuhrwerk nach Neu Langerwisch transportieren. Hier wurde die Mühle noch 1879 am heutigen Standort wiederaufgebaut. 1930 wurde die Mühle zu einer leistungsfähigeren Paltrockmühle umgebaut. Bis zum Ende des Zweiten Weltkriegs arbeitete die Mühle oft rund um die Uhr, um den Mehlbedarf der Bäcker in den umliegenden Dörfern zu decken. Die Produktionskapazität lag bei 1,6 bis 1,8 Tonnen Mehl in 24 Stunden. Das Kreis-Adreßbuch für den Kreis Zauch-Belzig von 1931 nennt den Müller Otto Melior. Im Klockhaus' kaufmännischen Handels- und Gewerbe-Adressbuch des Deutschen Reichs von 1935 ist dieser Otto Melior (wohl irrtümlich) unter den Bäckereien aufgeführt. Werner Lindner beschrieb 1937 den Bauzustand der Paltrockmühle als gut.

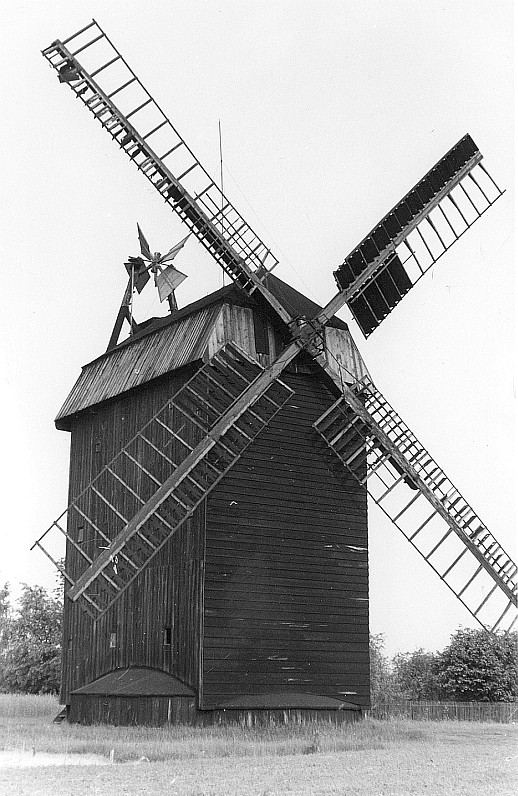
Die Paltrockmühle im Jahr 1973

Nach 1945 ging die Nachfrage nach Mehl aus der Windmühle zurück. Großmühlen produzierten das Mehl wesentlich günstiger. In der DDR-Zeit wurde in der Mühle überwiegend Futterschrot für die Landwirtschaftlichen Produktionsgenossenschaften hergestellt. 1954 wurde sie bei einem Sturm aus der Führung gehoben. Ab 1959 wurde die Mühle nur noch durch den Elektromotor angetrieben. Trotzdem sank ihre Rentabilität immer mehr. Bis 1975 war der Mühlbetrieb mit der Bäckerei verbunden. 1989 wurde der Betrieb durch Otto Melior eingestellt. 1992 begann die Familie Melior mit dem Rückbau und die Mühle wurde unter denkmalschutzrechtlichen Aspekten auf den Stand von 1930 zurückgebaut. Seit 2000 ist die Mühle wieder funktionsfähig und wird insbesondere zu Vorführungen wie zum Beispiel am Deutschen Mühlentag in Betrieb genommen. 2017 war sie unter anderen Drehort für die Märchenfilme Hans im Glück und Der Schweinehirt.
Die restaurierte Mühle hat einen Flügelkreisdurchmesser von 21 Metern und verfügt über Jalousieflügel (Volljalousien) und einen neuen Gleitkranz. Sie kann mit Wind oder Motor betrieben werden. Die Flügelnachführung besorgt eine Windrose. Die komplett vorhandene Technik besteht aus zwei Gängen, Walzenstuhl, zwei Askaniasichtern, Aspiration und zwei stehenden Mischmaschinen.

## Bockwindmühle (Miniaturmühle)
Die nur drei Meter hohe Bockwindmühle hat Jalousieflügel mit einer Spannweite von rund 4,5 Metern und einen Schrotgang. Auch die Miniaturmühle, Wagenbreth nennt sie Bauern-Bockwindmühle, ist betriebsfähig und wird am Deutschen Mühlentag präsentiert. Mit ihren kleinen Mahlsteinen und ihrem kleinen Trichter, der viele Kinder an die Darstellung in Max und Moritz erinnert, stößt sie vor allem bei Heranwachsenden auf großes Interesse. Das Technische Denkmal gilt als kleinste betriebsfähige Windmühle in Deutschland.

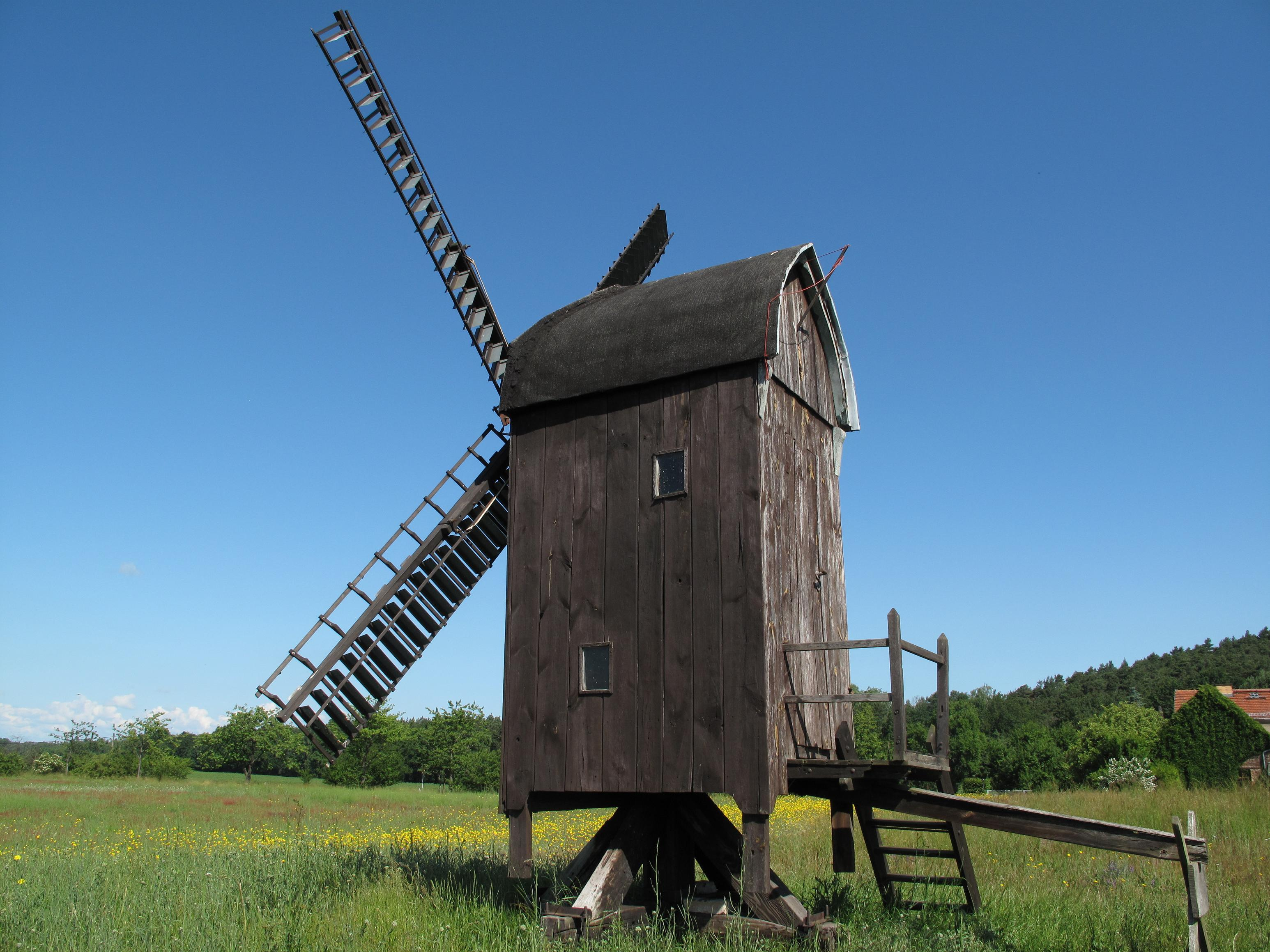
Die Miniaturmühle im Jahr 2010

Die Mühle wurde 1938 vom Mühlenpächter Fräsdorf in Paretz im Maßstab 1:4 als Lehrmühle für seinen Sohn gebaut. Da der Sohn im Zweiten Weltkrieg verstarb, ging der Mühlenbetrieb nicht in die nächste Generation über. Zu einem unbekannten Zeitpunkt (andere Angabe: 1958) kam die Mühle nach Fahrland zum Müllermeister Karl Gutschmidt, der sie bis in die 1960er-Jahre nutzte. Wagenbreth schreibt dagegen: seit 1945 an jetzigem Standort.
Gutschmidt, der letzte Müllermeister in Fahrland, traf sich regelmäßig mit seinem Langerwischer Kollegen Otto Melior. Die Brandenburger Landtagsabgeordnete Susanne Melior vermutet, dass bei einem der Treffen verabredet wurde, „dass der kinderlose Gutschmidt dem mit vier Söhnen gesegneten Otto Melior die kleine Mühle für ihren eigentlichen Zweck, die Heranführung der Jugend an das Müllerhandwerk,“ weitergab. 1968 ließ Otto Melior die Mühle nach Langerwisch holen und neben der großen Mühle aufbauen. Ihren Ausbildungszweck erfüllte sie insbesondere 1972/73. Nachdem am 13. November 1972 ein orkanartiker Sturm die Miniaturmühle fast völlig zerstört hatte, übten sich die vier Söhne im Wiederaufbau. Da Ersatzteile in der DDR nur schwer erhältlich waren, fertigten sie viele Einzelteile in Handarbeit. In den Jahren 2000/2001 erhielt die kleine Bockwindmühle neue Jalousie-Flügel, die zusammen mit dem Seitentreppchen 2009 ausgebessert wurden.

## Liste der Müller
- 1879 Otto Melior
- 1931 Otto Melior, Müller[5]
- 1935 ist Otto Melior unter den Bäckereien aufgeführt.[6]
- 1949 Otto Melior, Müller[18]
- 2004 Jörg-Peter Melior[19]